# アイアンゴッズ
アイアン・ゴッズ（Iron Godz）は、ロブ・コンウェイとジャックス・デインのタッグチーム。主にNWAや新日本プロレスで活動中。

## 概要
2013年1月19日にNWA加盟団体であるBOW（Branded Outlaw Wrestling）のNew Years Revolutionでタッグとしてデビュー。
2013年11月9日、新日本プロレスのPOWER STRUGGLEにてIWGPタッグ王座とNWA世界タッグ王座を賭けたダブル・タイトルマッチに出場。IWGPタッグ王者のテンコジ（天山広吉、小島聡）、K.E.S.（ランス・アーチャー、デイビーボーイ・スミス・ジュニア）を加えた変則3way形式ルールで試合を行い、コンウェイが小島からフォールを奪いNWA世界タッグ王座を獲得。
11月23日から開始した第2回WORLD TAG LEAGUEのBブロックに参加するも、3勝3敗という形で終わり予選敗退を喫した。
2014年1月4日のWRESTLE KINGDOM 8 in 東京ドームでコブウェイのNWA世界ヘビー級王座が小島聡に奪取されてしまうも、1月5日のNEW YEAR DASH !!でNWA世界タッグ王座を天コジからの挑戦を退け防衛に成功している。2月14日、NWA加盟団体のSAW（Southern All-Star Wrestling）でローズ・オブ・カオス（ダミアン・ウェイン、ランス・エリクソン）を相手にNWA世界タッグ王座の防衛に成功。3月29日NWAスモーキーマウンテンの興行に出場、NWA世界タッグ王座を賭けローズ・オブ・カオスにイルミナティ（チェーズ・オーエンズ、クリス・リチャーズ）を加えた3wayマッチを制して王座を防衛。
同年4月6日のINVASION ATTACK 2014にて再び王座を賭け天コジと対戦。天山のムーンサルトプレスでデインがピーンフォールを奪われ王座から陥落してしまう。翌週行われたWRESTLING WORLD 2014 in 台湾の興行2日目にてリマッチ権を行使して王座に挑戦するも獲得には至らなかった。
6月2日にラスベガスに拠点を置くVPW（Vendetta Pro Wrestling）にてNWA世界ヘビー級王座保持者である小島から勝利し、2度目の戴冠を果たす。
しばらく出場していなかったが、11月22日から開始する第3回WORLD TAG LEAGUEのAブロックに出場。最終的に3勝4敗に終わり、ブロック最下位となってしまった。
2015年2月14日のTHE NEW BEGINNING in SENDAIにて天山にコブウェイの持つNWA世界ヘビー級王座を奪われてしまう。

## 入場曲
- ギャラクシー・エクスプレス

## タイトル歴
NWA
- NWA世界ヘビー級王座 : 2回（ロブ・コンウェイ）
- NWA世界タッグ王座 : 1回